# Ski-Orientierungslauf-Weltmeisterschaften 2000
Die 13. Ski-Orientierungslauf-Weltmeisterschaften fanden vom 29. Februar bis 6. März 2000 in Krasnojarsk, Russland statt.

## Herren

### Kurzdistanz
| Platz | Land | Athlet                 | Zeit      |
| ----- | ---- | ---------------------- | --------- |
| 1     | ITA  | Nicolò Corradini       | 33:13 min |
| 2     | RUS  | Eduard Chrennikow      | 33:53 min |
| 3     | RUS  | Andrei Gruzdew         | 34:33 min |
| 4     | FIN  | Matti Keskinarkaus     | 35:00 min |
| 5     | SWE  | Björn Lans             | 35:10 min |
| 6     | RUS  | Wladislaw Kormtschikow | 35:21 min |

Titelverteidiger:  Raino Pesu

Teilnehmer: 64

### Langdistanz
| Platz | Land | Athlet                 | Zeit      |
| ----- | ---- | ---------------------- | --------- |
| 1     | RUS  | Wladislaw Kormtschikow | 1:38:28 h |
| 2     | FIN  | Jukka Lanki            | 1:38:45 h |
| 3     | RUS  | Andrei Gruzdew         | 1:40:16 h |
| 4     | SWE  | Björn Lans             | 1:41:01 h |
| 5     | RUS  | Eduard Chrennikow      | 1:41:08 h |
| 6     | FIN  | Matti Keskinarkaus     | 1:41:46 h |

Titelverteidiger:  Wiktor Kortschagin

Teilnehmer: 64

### Staffel
| Platz | Land | Athleten                                                                   | Zeit      |
| ----- | ---- | -------------------------------------------------------------------------- | --------- |
| 1     | RUS  | Andrei Gruzdew Wiktor Kortschagin Wladislaw Kormtschikow Eduard Chrennikow | 2:44:23 h |
| 2     | FIN  | Raino Pesu Pekka Varis Jukka Lanki Matti Keskinarkaus                      | 2:46:50 h |
| 3     | SWE  | Tomas Löfgren Claes Turesson Bertil Nordqvist Björn Lans                   | 2:51:10 h |
| 4     | NOR  | Helge Kolstad Anders Hauge Andreas M. Edvardsen Lars Lystad                | 2:58:46 h |
| 5     | CZE  | Jan Lauerman Milan Venhoda Jakub Vodrazka Lubomir Tomecek                  | 3:01:20 h |
| 6     | SUI  | Peter Mosimann Jan Beguin Lukas Stoffel Stefan Lauenstein                  | 3:04:38 h |

Titelverteidiger:  Nikolai Bondar, Eduard Chrennikow, Wiktor Kortschagin, Wladislaw Kormtschikow

Teilnehmer: 15 Staffeln

## Damen

### Kurzdistanz
| Platz | Land | Athlet               | Zeit      |
| ----- | ---- | -------------------- | --------- |
| 1     | RUS  | Tatjana Wlassowa     | 22:42 min |
| 2     | SWE  | Lena Hasselström     | 22:46 min |
| 3     | FIN  | Liisa Anttila        | 23:02 min |
| 4     | NOR  | Stine H. Kirkevik    | 23:06 min |
| 5     | RUS  | Irina Onischtschenko | 23:20 min |
| 6     | SWE  | Annika Zell          | 23:26 min |

Titelverteidigerin:  Annika Zell

Teilnehmerinnen: 32

### Langdistanz
| Platz | Land | Athlet               | Zeit      |
| ----- | ---- | -------------------- | --------- |
| 1     | SWE  | Arja Hannus          | 1:00:04 h |
| 2     | FIN  | Liisa Anttila        | 1:00:16 h |
| 3     | FIN  | Hanna Kosonen        | 1:02:02 h |
| 4     | RUS  | Irina Onischtschenko | 1:02:53 h |
| 5     | RUS  | Swetlana Haustowa    | 1:03:19 h |
| 6     | SWE  | Lena Hasselström     | 1:04:03 h |

Titelverteidigerin:  Liisa Anttila

Teilnehmerinnen: 34

### Staffel
| Platz | Land | Athleten                                                | Zeit      |
| ----- | ---- | ------------------------------------------------------- | --------- |
| 1     | FIN  | Mervi Anttila Hanna Kosonen Liisa Anttila               | 1:23:24 h |
| 2     | SWE  | Annika Zell Arja Hannus Lena Hasselström                | 1:23:39 h |
| 3     | RUS  | Irina Onischtschenko Tatjana Wlassowa Swetlana Haustowa | 1:24:53 h |
| 4     | NOR  | Valborg Madslien Kristin Hasle Stine H. Kirkevik        | 1:30:46 h |
| 5     | CZE  | Barbora Chudikova Helena Novotna Lenka Hasmanova        | 1:31:55 h |
| 6     | SUI  | Yvonne Wicki Regula Muhlemann Iris Bader                | 1:40:00 h |

Titelverteidigerinnen:  Mervi Anttila, Terhi Holster, Liisa Anttila

Teilnehmer: 10 Staffeln

## Medaillenspiegel
| Platz | Land     | Gold | Silber | Bronze | Gesamt |
| ----- | -------- | ---- | ------ | ------ | ------ |
| 1     | Russland | 3    | 1      | 3      | 7      |
| 2     | Finnland | 1    | 3      | 2      | 6      |
| 3     | Schweden | 1    | 2      | 1      | 4      |
| 4     | Italien  | 1    | -      | -      | 1      |

## Erfolgreichste Teilnehmer
| Platz | Athlet/in              | Gold | Silber | Bronze | Gesamt |
| ----- | ---------------------- | ---- | ------ | ------ | ------ |
| 1     | Wladislaw Kormtschikow | 2    | -      | -      | 2      |
| 2     | Liisa Anttila          | 1    | 1      | 1      | 3      |
| 3     | Eduard Chrennikow      | 1    | 1      | -      | 2      |
| 3     | Arja Hannus            | 1    | 1      | -      | 2      |
| 5     | Andrei Gruzdew         | 1    | -      | 2      | 3      |
| 6     | Hanna Kosonen          | 1    | -      | 1      | 2      |
| 6     | Tatjana Wlassowa       | 1    | -      | 1      | 2      |